# Metacatharsius opacus
Metacatharsius opacus är en skalbaggsart som beskrevs av Waterhouse 1891. Metacatharsius opacus ingår i släktet Metacatharsius och familjen bladhorningar. Inga underarter finns listade i Catalogue of Life.